# Nafnaþulur
Il Nafnaþulur è un componimento poetico che tratta di molte cose, come ad esempio dèi, giganti, persone e oggetti. I poemi sono conservati nell'Edda in prosa dell'autore islandese Snorri Sturluson, ma si ritiene che tali componimenti siano stati aggiunti all'opera solo in un tempo successivo alla stesura della stessa e per questo non sono sempre stampate nelle moderne edizioni dell'Edda.